# 李來命
李來命（？—？），號承松，河南開封府杞縣人，明朝政治人物。

## 生平
萬曆十六年（1588年）戊子科河南鄉試舉人。萬曆二十年（1592年），登壬辰科第三甲第一百九十八名進士，通政司觀政，二十一年授鍾祥知縣。二十二年革职为民，卒。

## 家族
曾祖李岳，以孫李際春貴贈通政使；祖父李東周；父李益春。